# José María Maytorena

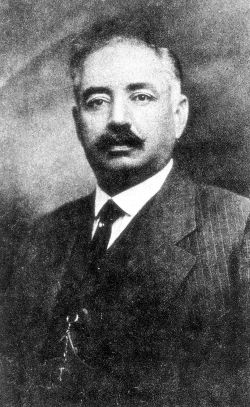
José María Maytorena

José María Maytorena Tapia (Guaymas, 18 juni 1867 - Mexico-Stad, 17 januari 1948) was een Mexicaans politicus en militair.
Maytorena stamde uit een aanzienlijke familie van Baskische afkomst uit de staat Sonora.
Bij het uitbreken van de Mexicaanse Revolutie sloot hij zich aan bij Francisco I. Madero. Na Madero's overwinning werd hij gekozen tot gouverneur van zijn thuisstaat Sonora. Hij onderscheidde zich vooral door het bevorderen van onderwijs en alfabetisering en bereikte een wapenstilstand met de Yaqui. Hij leidde persoonlijk de troepen in Sonora tegen de opstand van Pascual Orozco en na de staatsgreep van Victoriano Huerta was hij een van de eerste gouverneurs die de dictator weigerde te erkennen. Hij sloot zich aan bij het Constitutionalistische Leger en wist een aanval van Huerta's Federale Leger succesvol af te slaan. Na de overwinning van de revolutionairen en de scheuring in het revolutionaire leiderschap koos hij de zijde van Pancho Villa en zijn conventionalisten tegen Venustiano Carranza's constitutionalisten. Hij wist vrijwel de hele staat in te nemen voor Villa, maar slaagde er niet in Agua Prieta in te nemen, waar hij door de constitutionalist Plutarco Elías Calles werd verslagen. Vervolgens verloor hij het grootste deel van zijn staat aan de constitutionalisten. Hij besloot zijn nederlaag niet af te wachten en vluchtte naar de Verenigde Staten.
Vanuit de Verenigde Staten ondernam hij met Felipe Ángeles pogingen om een einde te maken aan het bloedvergieten en een coalitieregering te vormen. In 1920 maakten de laatste medestanders van Maytorena gebruik van een amnestieaanbod van de nieuwe president Adolfo de la Huerta en legden de wapens neer. Hij keerde pas in 1938 terug naar Mexico. In 1943 benoemde president Manuel Ávila Camacho hem tot divisiegeneraal. Hij overleed vijf jaar later.
- Gemeinsame Normdatei: 143493086
- International Standard Name Identifier: 0000 0001 1461 0684
- Library of Congress Control Number: nr97026837
- Système universitaire de documentation: 235696595
- Virtual International Authority File: 49134545
- WorldCat: E39PBJdMbR3FhxjmtrRD6BpF8C